# Diecéze tagarijská
Diecéze tagarijská (latinsky Dioecesis Tagariensis) byla katolická diecéze v římské provincii Byzacena (v dnešním Tunisku). Nyní je titulární diecézí, jejímž současným biskupem je apoštolský nuncius Novatus Rugambwa.

## Seznam biskupů

### Sídlení biskupové
- Felix (zmíněn roku 411) (donatistický biskup)
- Honoratus (zmíněn roku 484)

### Titulární biskupové
- Alberto Cosme do Amaral (1964–1972, pak sídlení biskup leirijský)
- Paul Émile Joseph Bertrand (1975–1989, pak sídlení biskup mendeský)
- Jan Graubner (17. březen 1990 – 28. září 1992)
- Luigi Sposito (1992–1998, pak titulární biskup na Capri)
- Víctor Manuel Pérez Rojas (1998–2001, pak sídlení biskup v San Fernando de Apure)
- José Benedito Simão (2001–2009, pak sídlení biskup v Assisu)
- Novatus Rugambwa (od 6. února 2010)